# Julio Libonatti
Julio Libonatti (Rosario, 5 de julio de 1901 - 9 de octubre de 1981) fue un futbolista argentino, que fue parte de la selección italiana.
Se desempeñó como delantero, y su primer equipo fue Club Gimnasia y Esgrima de Rosario.
Es recordado por ser el primer futbolista de América en haber sido transferido a Europa, en el año 1925.

## Biografía
Apodado "Matador" o el  "Potrillo", Julio Libonatti nació en 1901 en la ciudad de Rosario. Hijo de Antonio Libonatti un contratista de albañilería fue el menor de siete hermanos. Comenzó su carrera como futbolista en la segunda década del siglo XX, en el Club Gimnasia y Esgrima de Rosario.
Tuvo tres hijos, Beatriz (nacida en Argentina), Alberto Julio (reconocido ingeniero) y una hija menor. Estos últimos nacidos en Italia.
Regresó a Argentina en 1938.

### Newell's Old Boys
Luego de jugar en 1916 para Gimnasia y Esgrima de Rosario, en el año 1917 (con tan solo 16 años) pasa a Newells y debuta en un partido correspondiente a la Copa Nicasio Vila, primera división de la  Liga Rosarina de Fútbol. Integró la primera gran delantera rojinegra junto a Ernesto Celli, Atilio Badalini, Blas Saruppo y Juan Francia.En los subsiguientes años se consagró campeón de dicho trofeo en 3 oportunidades.
En 1921 llegaría la hora del primer título nacional a nivel de clubes, el Campeonato Argentino denominado Copa Dr. Carlos Ibarguren, en la cual derrotó por 3 goles a 0 al Club Atlético Huracán (equipo que el campeón de Bs. As.), partido en el cual Libonatti marcaría el tercer tanto.

### Selección Argentina
Entre los años 1917 y 1925 disputó 15 encuentros para la Selección Argentina, en los que convirtió 8 goles. Jugando los sudamericanos (hoy Copa América) de 1920, 1921 y 1922.
En el año 1921 se consagra campeón y goleador (3 tantos) de la Copa América. Esta Copa fue el primer logro internacional de la Selección Argentina, ganándole la final a Uruguay por 1:0, precisamente con gol de Libonatti, el 30 de octubre en el campo de juego de Sportivo Barracas. Una leyenda popular cuenta que apenas terminado el partido con Uruguay, los hinchas lo llevaron en andas desde la cancha de Sportivo Barracas hasta Plaza de Mayo, en el centro porteño. Dada la distancias a recorrer, se entiende esto como un mito, pero su sola mención es útil para entender la importancia que se le dio a su gol en los años posteriores

### Transferencia a Europa
En el año 1925 Libonatti es transferido al Torino de Italia. Mediante este hecho, se convirtió en el primer futbolista de América en ser transferido a Europa. El suceso de Libonatti hizo que numerosas instituciones europeas se lanzaran a contratar futbolistas sudamericanos.
Se desempeñó en el Torino entre los años 1925 y 1932, coronándose campeón del fútbol italiano en la temporada 1927-1928.En el Torino disputó 241 partidos (239 en la liga y 2 de la Copa de Italia), anotando 157 goles (150 en la liga y siete en la Copa de Italia). Se encuentra segundo en la tabla histórica de goleadores, siendo el Máximo goleador hasta ser superado por Pablo Pulici (172 goles)

### Selección Italiana
Entre los años 1925 y 1931 disputó 18 encuentros para la Selección Italiana, anotando 15 goles.donde se coronó campeón y goleador de la Coppa Internazionale

## Clubes
Como jugador
| Club                | País      | Año       |
| ------------------- | --------- | --------- |
| Gimnasia de Rosario | Argentina | 1916      |
| Newell's Old Boys   | Argentina | 1917-1925 |
| Torino              | Italia    | 1925-1934 |
| Genoa               | Italia    | 1934-1936 |

Como técnico 
| Club   | País   | Año  |
| ------ | ------ | ---- |
| Rimini | Italia | 1937 |

## Selecciones Nacionales
| Selección           | Año       |
| ------------------- | --------- |
| Selección Argentina | 1917-1925 |
| Selección Italiana  | 1925-1931 |

## Palmarés

### Campeonatos locales
| Título            | Club              | País      | Año  |
| ----------------- | ----------------- | --------- | ---- |
| Copa Nicasio Vila | Newell's Old Boys | Argentina | 1918 |
| Copa Nicasio Vila | Newell's Old Boys | Argentina | 1921 |
| Copa Nicasio Vila | Newell's Old Boys | Argentina | 1922 |

### Campeonatos nacionales
| Título         | Club              | País      | Año     |
| -------------- | ----------------- | --------- | ------- |
| Copa Ibarguren | Newell's Old Boys | Argentina | 1921    |
| Serie A        | Torino            | Italia    | 1927-28 |

### Copas internacionales
| Título               | Selección           | Año  |
| -------------------- | ------------------- | ---- |
| Copa América         | Selección Argentina | 1921 |
| Coppa Internazionale | Selección Italiana  | 1930 |

### Individuales
- Goleador del campeonato sudamericano (hoy copa América) 1921 (3 goles)

- Capocannoniere di Divisione Nazionale: 1

Torino: 1927-1928 (35 gol)
- Capocannoniere della Coppa Internazionale: 1

1927-1930 (6 gol)